# آزادگان (برده‌داری)

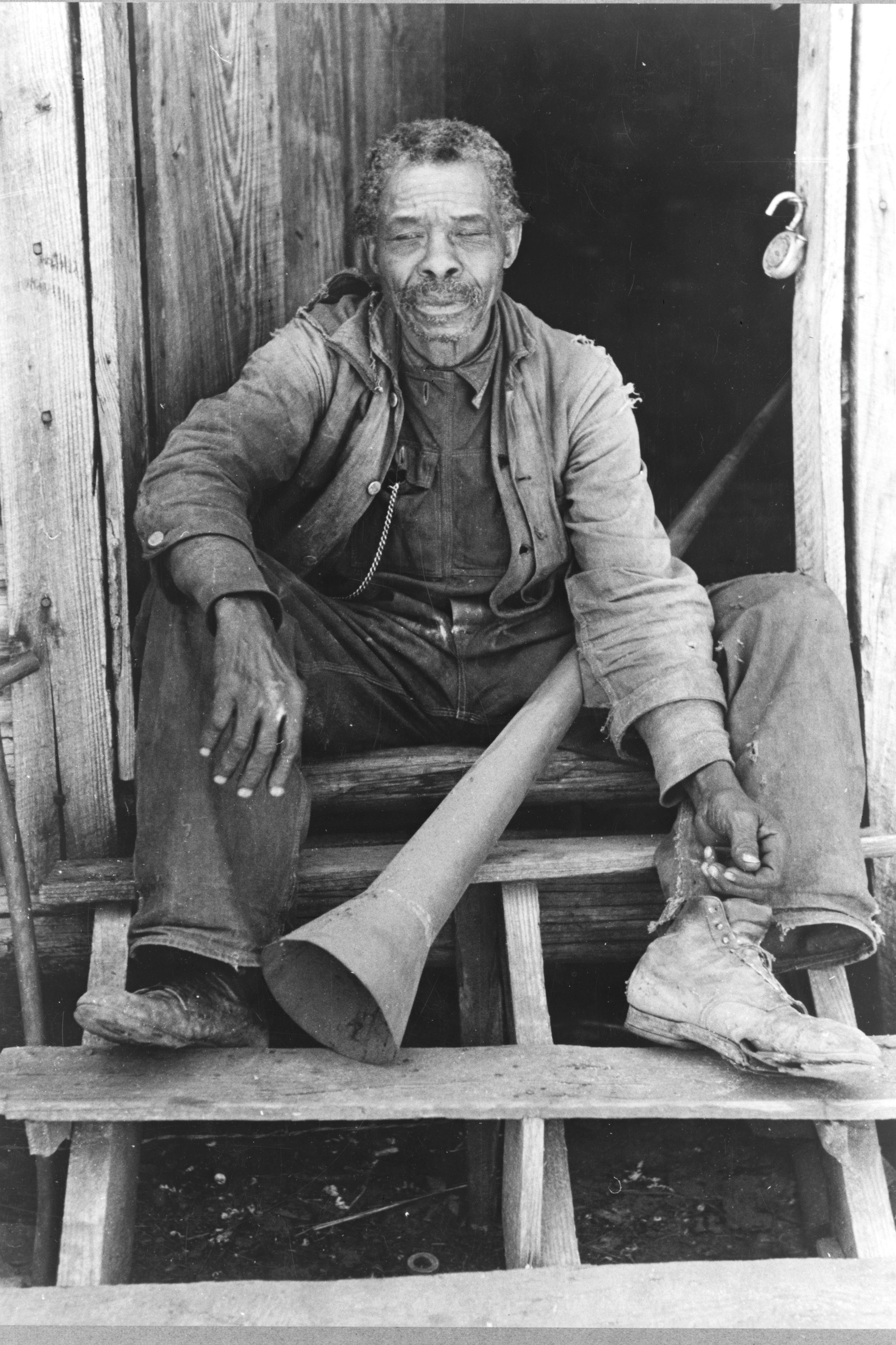
سیاه پوست پیر (برده سابق) با شاخ که داخل آن میدمید نزدیک مارشال، تگزاس. عکاس راسل لی، 1939.

آزادگان (انگلیسی: Freedman) فردی است که قبلاً برده بوده و معمولاً از طریق قانونی از بردگی آزاد شده‌است. از لحاظ تاریخی، بردگان با رهایی (آزادی اعطا شده توسط صاحبانشان)، رهایی (اعطای آزادی به عنوان بخشی از یک گروه بزرگتر)، یا خرید خود آزاد شدند. برده فراری به شخصی گفته می‌شود که با فرار از بردگی رهایی یافته‌است.